# Sinistra Democratica
L'Esquerra Democràtica. Pel Socialisme Europeu (en italià: Sinistra Democratica. Per il Socialismo Europeo, SD) va ser un moviment polític italià d'esquerres escindit dels Demòcrates d'Esquerres el 5 de maig de 2007, dirigit per Claudio Fava, quan Dd'E confluí en el Partit Democràtic. Va celebrar l'assemblea constitutiva el 8-9 de desembre de 2007 i hi proposa unificar tots els partits a l'esquerra del PD, i amb Rifondazione Comunista, Verds i el PdCI contribuí a l'aparició de la Sinistra-l'Arcobaleno, que no va obtenir representació a les eleccions legislatives italianes de 2008.
Es va formar l'estiu de 2001 com a corrent intern dels Dd'E per Fabio Mussi que volia donar suport la candidatura a la secretaria del partit a Giovanni Berlinguer al Congrés de Pesaro. El 2003 Mussi fou el coordinador del corrent i intentà imposar les seves tesis als congressos del partit, mostrant-se contrari a la intergració dins el PD, El 20 d'abril de 2007 se celebrà el IV Congrés de Demòcrates d'Esquerres, on Mussi queda en minoria. Aleshores deixa el partit i el maig funda SD, que s'uneix al Partit Socialista Europeu. Organitza un grup parlamentari amb 21 diputats (Titto di Salvo i Valdo Spini) i 21 senadors (Cesare Salvi i Silvana Pisa).
Pel desembre de 2007 era un dels constituents de la coalició la Sinistra-l'Arcobaleno, que aleshores reunia uns 150 diputats al Parlament italià. El 14 de juny de 2008 patí l'escissió de Sinistra per il Paese, formada per Famiano Crucianelli amb l'esquerra del PD. La derrota de la coalició a les eleccions legislatives italianes de 2008 provoca la dimissió de Mussi. El nou cap, Claudio Fava, convoca la I Assemblea Nacional de Sinistra Democratica el 27-29 de juliol de 2008, on Mussi és nomenat president i Fava secretari general, i es proposa rellançar el projecte Sinistra Arcobaleno.
De cara a les eleccions al Parlament Europeu de 2009, l'Esquerra Democràtica va participar en la coalició Esquerra i Llibertat, que posteriorment esdevindria el partit Esquerra Ecologia Llibertat, en el qual es dissoldria.

## Resultats electorals

### Parlament Italià
| Any  | Vots              | %                 | Diputats | +/- | Vots              | %                 | Senadors | +/- |
| ---- | ----------------- | ----------------- | -------- | --- | ----------------- | ----------------- | -------- | --- |
| 2008 | Dins l'Arcobaleno | Dins l'Arcobaleno | 0 / 630  | Nou | Dins l'Arcobaleno | Dins l'Arcobaleno | 0 / 315  | Nou |

### Parlament Europeu
| Any  | Vots                      | %                         | Escons | +/- |
| ---- | ------------------------- | ------------------------- | ------ | --- |
| 2009 | Dins Esquerra i Llibertat | Dins Esquerra i Llibertat | 0 / 72 | Nou |